# Martinswand (Karwendel)
Die markante Martinswand (Höhenlage Oberkante etwa 1200 m ü. A.) bildet den südwestlichen Abschluss des Hechenbergs in der Nordkette nordwestlich von Innsbruck in der Marktgemeinde Zirl.
Die Bergwand ist der etwa 600 m freie Abbruch des Kleinen Wandkopf (1346 m ü. A. ⊙). Sie ist ein Naturschutzgebiet, aber auch ein beliebtes Klettergebiet.

## Lage und Landschaft

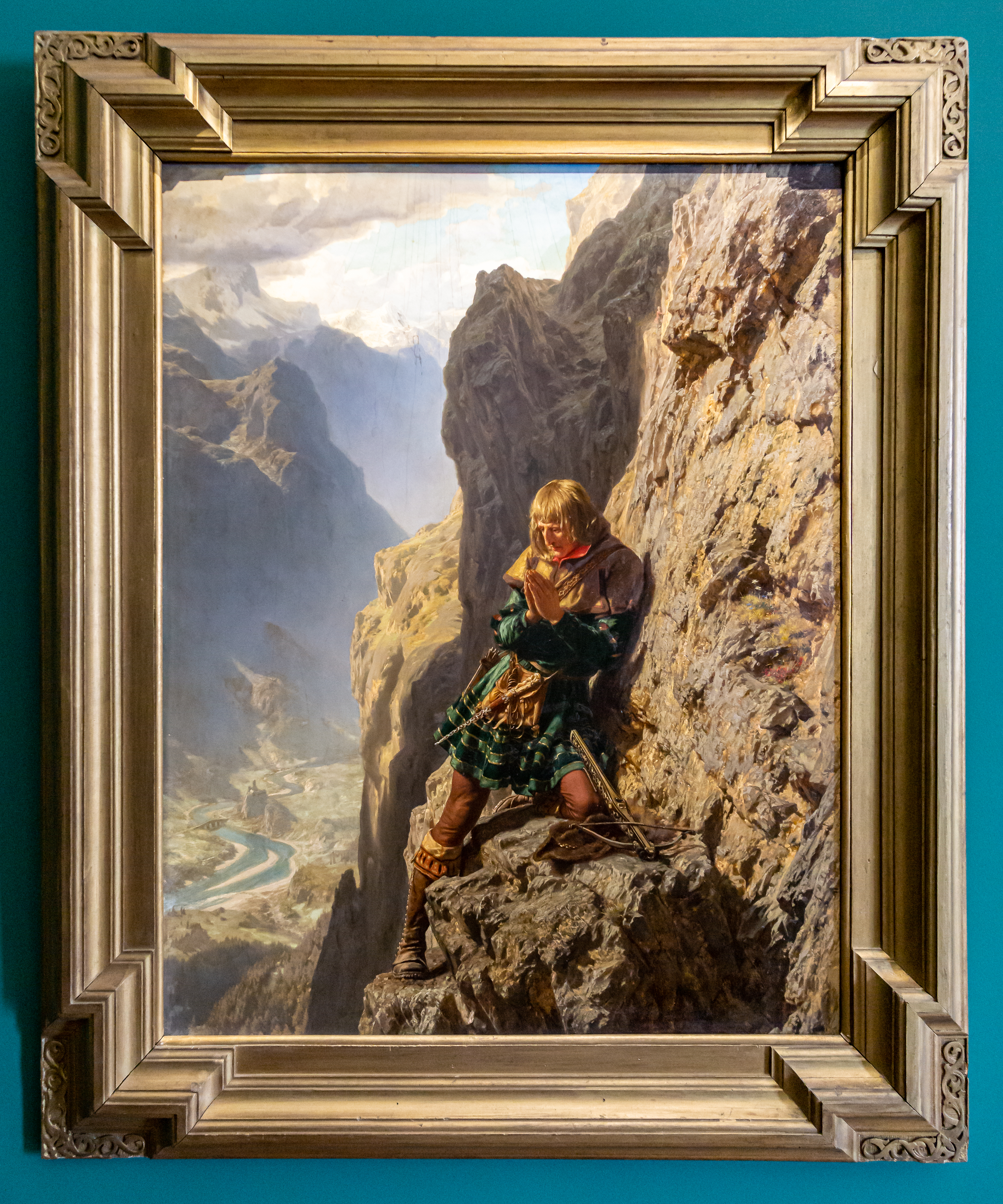
Kaiser Max an der Martinswand. Gemälde von Ferdinand Graf Harrach

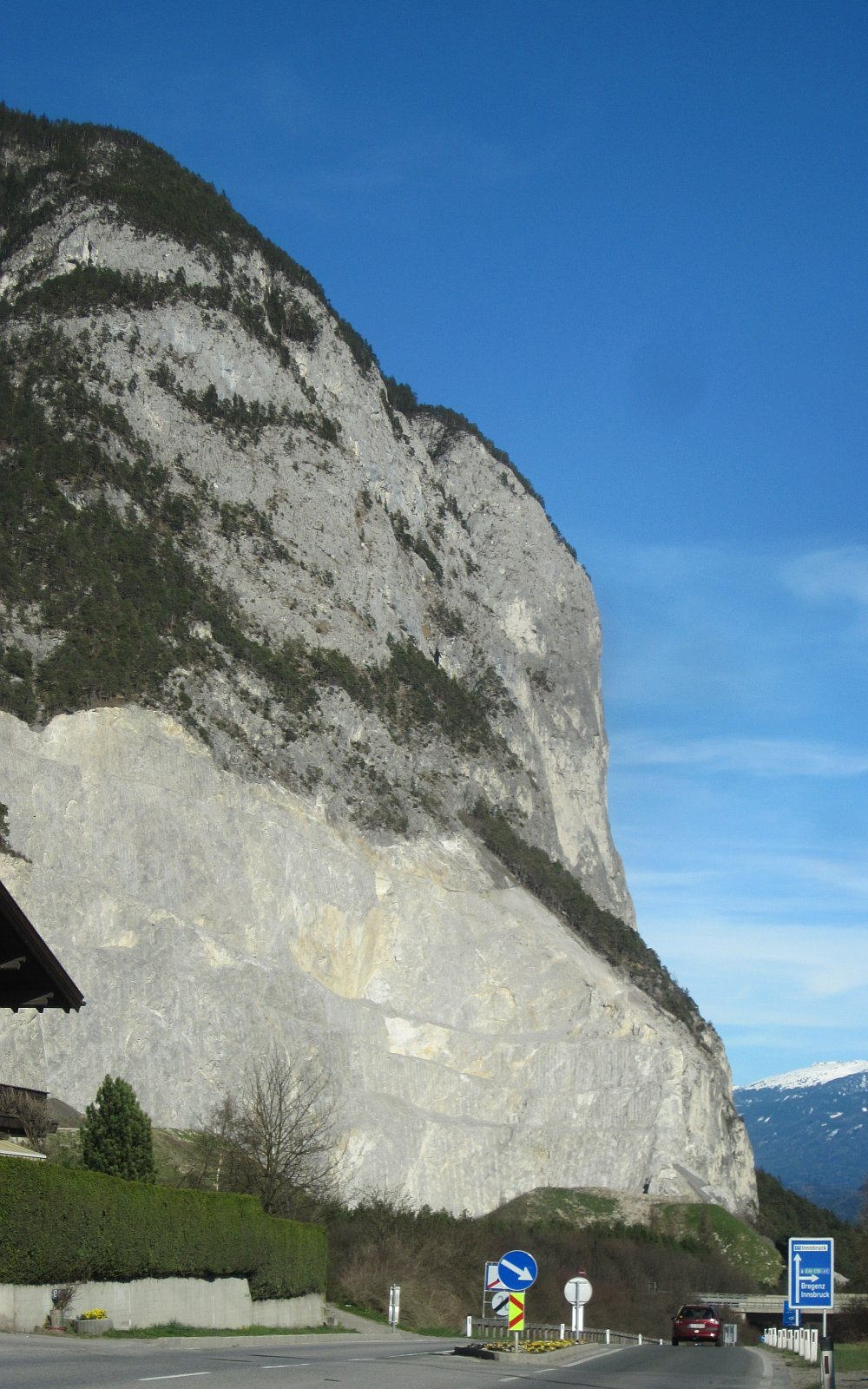
Martinswand von Zirl aus gesehen

Die Wand fällt mehrere hundert Meter teilweise leicht überhängend zum Talboden ab. Im westlichen Teil der Wand liegt eine Halbhöhle – die Kaiser-Max-Grotte (nach Maximilian I.). Der Legende nach suchte der Kaiser dort Zuflucht, nachdem er sich im Jahr 1484 bei der Gämsenjagd verstiegen haben soll und von einem Bauernjungen gerettet wurde.
Am Fuß der Wand, die fast bis zum Innufer reicht, befindet sich auf dem vorgelagerten Martinsbühel (616 m ü. A.) die Burg Martinsbühel, eine ehemalige Festung, die nun als Kloster genutzt wird und der Martinswand zu ihrem Namen verhalf.
Die Martinswand wird durch den längsten Tunnel der Mittenwaldbahn durchquert.

## Naturschutz
Der Raum ist als Schutzgebiet ausgewiesen, und Teil des Alpenpark Karwendel.
- Das Naturschutzgebiet Martinswand[2] umfasst den gesamten Wandfuß bis an den Inn, von der Martinsklause flussabwärts etwa 3 km. Das Schutzgebiet misst 54,47 Hektar, und wurde „wegen der hier vorhandenen besonderen Vielfalt der Pflanzen- und Tierwelt, des Vorkommens seltener und von der Ausrottung bedrohter Pflanzen- und Tierarten und der Erhaltungswürdigkeit dieses Trockenstandortes als Ökosystem“ geschützt.
- der Rest des Martinswandgebiets gehört zum Landschaftsschutzgebiet Martinswand–Solstein–Reither Spitze.[3]

Im Besonderen ist dort die Verwendung von Kraftfahrzeugen (außer für die Forstarbeit), das Kampieren außerhalb bewilligter Campingplätze und jede erhebliche Lärmentwicklung (besonders durch den Betrieb von Lautsprechergeräten) untersagt.

## Klettern
Die Wand bietet einen anspruchsvollen Klettersteig in zwei Sektionen mit Ausquerungsmöglichkeit bei der Grotte (Sektion I: C/D, Sektion II: E) und an ihrem Fuß mehrere Sportkletterrouten. Die klassischen Routen durch die Martinswand sind (von West nach Ost):
- Westriss (H. Köchler, H. Wagner – 1969): A2/VI, eher brüchig, wird wenig begangen.
- Auckenthalerriss (M. Auckenthaler, H. Frenademetz – 1932): VI-/A0 oder VII-, beliebt und daher an den schwierigen Stellen schon „abgespeckt“.
- Direkte Martinswand (W. Spitzenstätter, R. Troier – 1959): VI+/A0, eindrucksvoller Bohrhakenquergang in der Wandmitte.
- Schwarzenlander / Sint (diese – 1974): VI+, schöne Verschneidungskletterei bis zur Einmündung in die Fiedler / Flunger.
- Fiedler / Flunger (diese – 1962): VII-/A0, seit der Sanierung mit Bohrhaken wieder guten Gewissens kletterbar (die Erstbegeher haben im Quergang im oberen Wandteil an normalen Nägeln gesichert, die zum Teil heute noch in der Route stecken und vom Wagemut der Erstbegeher zeugen).
- Ostriss (K. Schoißwohl, W. Spitzenstätter – 1962): VI, sehr beliebt und wie der Auckenthalerriss teilweise schon etwas „abgespeckt“.

Neben diesen klassischen Routen wurden in den vergangenen Jahren schwierige Sportkletterrouten im Bereich der Martinswandgrotte (z. B. Tiroler Fischzuchtplatten), aber auch im zentralen Wandteil erschlossen. An der Martinswand befinden sich auch mehrere Klettergärten. Der kletterhistorisch bedeutendste ist das Dschungelbuch, erschlossen u. a. von Reinhard Schiestl und Heinz Zak.